# 森ひろこ
森 ひろこ（もり ひろこ、1978年8月16日 - ）は、日本のグラビアアイドル、歌手。大阪府出身。

## 略歴
所属事務所は吉本興業→サンズ→イエローハウス→サムライムと変遷。
吉本興業の大阪パフォーマンスドールの一員として活動した後、1997年のミスヤングマガジンで2代目グランプリに選ばれ、サンズに移籍。サンズではグラビアアイドルとして活躍。同時期に芸名を「森ひろこ」に改名。
2002年、同じくサンズ所属の根本はるみ・小林恵美らとアイドルユニットR.C.T.を結成（後に脱退）。その後、3人組ダンスユニット「maybe」として活動。2003年夏にはMAXらと野外ライブイベントに出演。

## 作品
※R.C.T.名義などの作品については同項目を参照のこと。

### シングル
- my soul love（1999年8月25日、avex trax)
- OPEN THE DOOR（2000年1月13日、avex trax）マキシシングル
- Money（2005年12月7日、Flap Records）マキシシングル

### 映像作品
- 森ひろこ VIDEO IDOL スコラ（1998年、スコラ）
- 森ひろこ ファイナル・ビューティ（1998年、竹書房）
- アイドル黄金伝説 森ひろこ（2001年、ブロードウェイ）スコラ分の再リリース的DVD
- HIRO-IN（2002年、ラインコミュニケーションズ）
- cutie pappy（2003年、フォーサイド・ドット・コム）
- My Room（2003年、GPミュージアム）
- Curtain call（2006年、BNS）
- 野獣（クーガ）の檻　Nami　第４２雑居房（2007年、GPミュージアムソフト）
- Parfum（2008年、ソフト・オン・デマンド）
- 甘い蜜（2009年、イーネット・フロンティア）

## 出演

### テレビ
- グラビアの美少女（MONDO21）
- サイバー美少女テロメア（1998年、テレビ朝日） - ψ（サイ） 役

### 舞台
- ミュージカル『美少女戦士セーラームーン　新かぐや島伝説・改訂版』（2005年冬） - ルーフメロウ 役

## 書籍

### 写真集
- 恋写リセ〈4〉もうさみしくないね（1997年9月、ティ・アイ・エス、撮影：野村誠一）ISBN 978-4886181626
- 旬2（1998年3月、コンパス、撮影：山岸伸）ISBN 978-4-87763-003-4
- M's（1998年8月、ぶんか社、撮影：橋本雅司）ISBN 978-4-8211-2236-3
- Rhythmic pendulum（1998年9月、フォレスト出版、撮影：山内順仁）ISBN 978-4-89451-059-3
- Cent（2008年5月24日、ワニブックス、撮影：山岸伸）ISBN 978-4-8470-4094-8